# Yanic Truesdale
Yanic Truesdale (* 17. března 1970 Montréal, Québec) je kanadsko-americký herec. Jeho nejznámější rolí je recepční Michel Gerard v televizním seriálu Gilmorova děvčata.

## Životopis
Truesdale má dvojí, americké a kanadské občanství. S herectvím začal ve svých sedmnácti letech, když se z rozmaru rozhodl jít na konkurz na hereckou školu. Byl přijat a brzy objevil svoji vášeň pro herectví. Před zahájením televizní herecké kariéry studoval na Kanadské národní divadelní škole (National Theatre School of Canada). Poté začal hrát v populárním kanadském seriálu Lance et compte. Byl nominován na cenu Gemini za roli v quebeckém sitcomu Roommates. Zahrál si také v dalším quebeckém francouzském seriálu s názvem Majeur et vacciné. V letech 2001 až 2007 hrál v seriálu Gilmorova děvčata a v roce 2016 se objevil v jeho pokračování Gilmorova děvčata: Rok v životě.
Když se přestěhoval do New Yorku, začal studovat na divadelním institutu Leeho Strasberga (Lee Strasberg Theatre Institute), poté se přemístil do Los Angeles v Kalifornii. V roce 2011 se přestěhoval zpět do svého domovského města Montréalu, kde otevřel taneční studio SpinEnergie.

## Filmografie
| Rok       | Název                           | Role                 | Poznámky                                  |
| --------- | ------------------------------- | -------------------- | ----------------------------------------- |
| 1991      | Lance et compte: Tous pour un   | Joseph Brousseau     | televizní film                            |
| 1992      | Prince Lazure                   | Michel               | televizní film                            |
| 1995      | Majeurs et vaccinés             | Philippe Tessier     |                                           |
| 1996      | Jamais deux sans toi            | Arsenio              | 2 díly                                    |
| 1997      | Un gars, une fille              | průvodce / číšník    |                                           |
| 1999      | Ochránce                        | strážník             |                                           |
| 2000–2007 | Gilmorova děvčata               | Michel Gerard        | jedna z hlavních rolí                     |
| 2003      | Jane má schůzku                 | Noah                 | televizní film                            |
| 2006      | Tout sur moi                    | Yanic                |                                           |
| 2008      | Rumeurs                         | Réjean (účetní)      | 2 díly                                    |
| 2012      | Mauvais Karma                   | Yan Patrick          | 5 dílů                                    |
| 2014      | Mohawk Girls                    | prodavač v sex shopu |                                           |
| 2014–2015 | La Théorie du K.O.              | Patrick              | 2 díly                                    |
| 2015      | The Fixer                       | agent FBI Kincaid    | minisérie                                 |
| 2016      | Gilmorova děvčata: Rok v životě | Michel Gerard        |                                           |
| 2016      | Sing It!                        | Beau Hemsworth       | internetový seriál; díl: „Let's be Real!“ |